# Lamar Hunt U.S. Open Cup 2006
La Lamar Hunt U.S. Open Cup 2006 è stata la novantatreesima edizione della coppa nazionale statunitense. È iniziata il 7 giugno 2006 e si è conclusa il 27 settembre 2006.
Il torneo è stato vinto dal Chicago Fire che ha battuto in finale i Los Angeles Galaxy per 3-1.

## Squadre partecipanti

### MLS
- Chicago Fire
- Chivas USA
- Colorado Rapids
- Columbus Crew
- FC Dallas
- D.C. United
- Houston Dynamo
- L.A. Galaxy
- K.C. Wizards
- N.E. Revolution
- N.Y. Red Bulls
- Real Salt Lake

### USL First Division
- Atlanta Silverbacks
- Charleston Battery
- Miami FC
- Minnesota Thunder
- Portland Timbers
- Rochester Rhinos
- Seattle Sounders
- Virginia Beach Mariners

### USL Second Division
- Charlotte Eagles
- Cincinnati Kings
- New Hampshire Phamtoms
- Pittsburgh Riverhounds
- Richmond Kickers
- Wilmington Hammerheads

### PDL
- BYU Cougars
- Cape Code Crusaders
- Carolina Dynamo
- Des Moines Menace
- Laredo Heat
- Michigan Bucks
- Ocean City Barons
- Ogden Outlaws
- Virginia Beach Submarines

### NPSL
- Sonoma County Sol

### USASA
- Allied SC
- Arizona Sahuaros
- Azzurri FC
- Chicago Lighting
- Croatian Eagles
- Dallas Roma FC
- Dallas Mustang Legends
- Indios USA
- Lynch's Irish Pub FC
- Milwaukee Bavarians
- Milford International
- RWB Adria

## Date
| Turno            | Data               |
| ---------------- | ------------------ |
| Primo turno      | 14-15 giugno 2006  |
| Secondo turno    | 28 giugno 2006     |
| Terzo turno      | 11-12 luglio 2006  |
| Quarto turno     | 1-2-14 agosto 2006 |
| Quarti di finale | 23 agosto 2006     |
| Semifinali       | 6 settembre 2006   |
| Finale           | 27 settembre 2006  |

## Secondo Turno
| Squadra 1               | Risultato | Squadra 2              |
| ----------------------- | --------- | ---------------------- |
| Sonoma County Sol       | 0 - 1     | Charleston Battery     |
| Charlotte Eagles        | 1 - 3     | Wilmington Hammerheads |
| Cincinnati King         | 1 - 2     | Michigan Bucks         |
| Richmond Kickers        | 0 - 1     | Carolina Dynamo        |
| Milford International   | 1 - 4     | New Hampshire Phantoms |
| Des Moines Menace       | 1 - 0     | Minnesota Thunder      |
| Miami FC                | 0 - 1     | Dallas Roma FC         |
| Virginia Beach Mariners | 1 - 0     | Arizona Sahuaros       |

## Terzo Turno
| Squadra 1               | Risultato       | Squadra 2              |
| ----------------------- | --------------- | ---------------------- |
| Virginia Beach Mariners | 1 - 2 (dts)     | Real Salt Lake         |
| Portland Timbers        | 1 - 3           | Charleston Battery     |
| Atlanta Silverbacks     | 1 - 2 (dts)     | Wilmington Hammerheads |
| Columbus Crew           | 4 - 1           | Michigan Bucks         |
| Seattle Sounders        | 2 - 3 (dts)     | Carolina Dynamo        |
| New Hampshire Phantoms  | 1 - 5           | Rochester Rhinos       |
| Des Moines Menace       | 1 - 2           | K.C. Wizards           |
| Dallas Roma FC          | 0 - 0 (4-2 dcr) | Chivas USA             |

## Quarto Turno
| Squadra 1       | Risultato       | Squadra 2              |
| --------------- | --------------- | ---------------------- |
| Columbus Crew   | 1 - 2 (dts)     | D.C. United            |
| Dallas Roma FC  | 0 - 2           | L.A. Galaxy            |
| N.E. Revolution | 0 - 0 (5-4 dcr) | Rochester Rhinos       |
| Colorado Rapids | 1 - 0           | Real Salt Lake         |
| FC Dallas       | 3 - 3 (5-3 dcr) | Charleston Battery     |
| Carolina Dynamo | 2 - 4           | Houston Dynamo         |
| N.Y. Red Bulls  | 2 - 1           | Wilmington Hammerheads |
| K.C. Wizards    | 0 - 2 (4-2 dcr) | Chicago Fire           |

## Quarti di finale
| Squadra 1       | Risultato   | Squadra 2      |
| --------------- | ----------- | -------------- |
| N.Y. Red Bulls  | 1 - 3       | D.C. United    |
| N.E. Revolution | 1 - 2       | Chicago Fire   |
| FC Dallas       | 0 - 3       | Houston Dynamo |
| Colorado Rapids | 1 - 3 (dts) | L.A. Galaxy    |

## Semifinali
| Squadra 1      | Risultato | Squadra 2    |
| -------------- | --------- | ------------ |
| D.C. United    | 0 - 3     | Chicago Fire |
| Houston Dynamo | 1 - 3     | L.A. Galaxy  |

## Finale
| Arbitro: | Terry Vaughn |

|            |           |                                 |
| Gordon 51’ | Marcatori | Jaqua 10’ Herron 16’ Thiago 88’ |